# سیلیکون موشن
سیلیکون موشن (انگلیسی: Silicon Motion) شرکت الکترونیک تایوانی است، که در سال ۱۹۹۵ تأسیس شد.